# 阿肯色鏢鱸
阿肯色鏢鱸為輻鰭魚綱鱸形目鱸亞目河鱸科的其中一種，分布於美國阿肯色河流域，體長可達6公分，棲息在植被生長、泥底質的溪流。